# Friedrich Baur (Manager)
Friedrich Baur (* 23. Juni 1927 Schrozberg; † 9. Juli 2006) war ein deutscher Industriemanager. Er gehörte dem Vorstand der Siemens AG an und war Vorstandsvorsitzender der Zahnradfabrik Friedrichshafen AG.

## Leben
Nach dem Abitur im Jahr 1946 studierte er in Stuttgart Elektrotechnik. Während seines Studiums schloss er sich dem Stuttgarter und dem Münchener Wingolf an. 1953 schloss er das Studium mit der Promotion ab. Im gleichen Jahr begann er seine berufliche Laufbahn im Zentrallaboratorium München (Gebiet Nachrichtenmessgeräte) der damaligen Siemens & Halske AG. Über verschiedene Stationen als Gruppen- und Abteilungsleiter übernahm er 1969 den Geschäftsbereich Übertragungstechnik und 1971 die Leitung des Bereichs Weitverkehrstechnik; 1973 wurde er in den Vorstand der nun als Siemens AG firmierenden Gesellschaft berufen. Zwei Jahre später übernahm er die Leitung des Unternehmensbereichs Bauelemente und wurde 1979 Sprecher des Vorstandsausschusses für Elektronische Technik. 1981 folgte der Ausstieg aus dem Unternehmen u. a. wegen unterschiedlicher Auffassungen über die Geschäftspolitik im Unternehmensbereich Bauelemente. Ihm wurde vorgeworfen, er habe die Entwicklung der Megachip-Generation nicht schnell genug vorangetrieben und in seinem Bereich Verluste erwirtschaftet. Bis zu seiner Demission galt er als fleißig, in seinem Metier sehr beschlagen und als „Manager ohne Fehl und Tadel“.
Anschließend war er von 1982 bis 1989 Vorstandsvorsitzender der Zahnradfabrik Friedrichshafen AG. Unter seiner Führung wurde das Geschäft internationalisiert, u. a. durch die Errichtung eigener Produktionsstätten in großen Auslandsmärkten wie beispielsweise den USA und der Türkei. Anschließend wechselte er in den Aufsichtsrat der Gesellschaft, dem er bis 1996 angehörte.
Sein Bruder Hans Baur war ebenfalls Vorstand der Siemens AG.
Friedrich Baur war seit 1957 verheiratet und hatte drei Kinder.